# Leuroglossus callorhini
Leuroglossus callorhini is een straalvinnige vissensoort uit de familie van de kleinbekken (Bathylagidae). De wetenschappelijke naam van de soort is voor het eerst geldig gepubliceerd in 1899 door Lucas.